# Pandora cumingii
Pandora cumingii is een tweekleppigensoort uit de familie van de Pandoridae. De wetenschappelijke naam van de soort is voor het eerst geldig gepubliceerd in 1861 door Hanley.